# Dům na venkově
Dům na venkově (v italském originále La casa di campagna) je opera buffa (původním žánrovým označením dramma giocoso, o sia comica per musica) o třech dějstvích českoněmeckého skladatele Floriana Leopolda Gassmanna pravděpodobně na libreto Giovanniho Gastona Boccheriniho. Premiéru opery uvedlo 3. února 1773 vídeňské dvorní divadlo (Burgtheater).

## Vznik a charakteristika
Dům na venkově je poslední opera F. L. Gassmanna. Zachované exempláře partitury a libreta neuvádějí jméno autora textu, je však pravděpodobné, že jím je tehdejší oficiální „divadelní básník“ (libretista) vídeňské dvorní opery Giovanni Gastone Boccherini (1742–1798), bratr skladatele a virtuosa Luigiho Boccheriniho, který pro Gassmana napsal libreto k jeho předcházející opeře Na mizině (1772). Libreto v goldoniovském stylu uvádí na scénu řadu charakteristických komických figurek a předvádí řadu situací satirizujících chování rádoby společenské smetánky, chybí mu však výraznější sjednocující dějová linka. Po hudební stránce Dům na venkově nijak nezaostává za předchozími Gassmannovými buffami, obsahuje řadu přitažlivých kusů, jako je předehra celé opery na lovecké téma a předehra ke druhému dějství vyjadřující bouři; podle gassmannovského badatele z přelomu 19. a 20. století Gustava Donatha místy „se nám zdá, že slyšíme mozartovské tóny“.
Gassmannova poslední opera neměla velký úspěch, hrála se pouze pětkrát – i když to bylo zčásti způsobeno tím, že sezóna musela být brzy po premiéře přerušena kvůli velikonočním svátkům a zaznamenané tržby byly povzbuzující. Realzeitung však poznamenával, že se tato opera „líbila velmi málo“ a diplomat hrabět Karl von Zinzendorf si do deníku zaznamenal: „Opera všední, hudba bezvýrazná.“ Skladatel již od své poslední italské cesty (roku 1770 k římské korunovaci císaře Josefa II.) trpěl následky dopravní nehody; jeho stav se na jaře roku 1773 značně zhoršil a 20. ledna 1774 zemřel.
Dům na venkově po vlažném vídeňském přijetí nebyl hrán jinde. V novější době však tuto operu oživila německá divadelní společnost Neuburger Kammeroper v bavorském Neuburgu an der Donau. V německé verzi pod názvem Eine feine Gesellschaft ji uvedla v létě roku 2001. Podle magazínu pro klasickou hudbu Crescendo tato opera „prokázala podivuhodnou modernitu. Tento kus je velmi přitažlivý co do textu i hudby.“ Noviny Augsburger Allgemeine označily Dům na venkově za „naprosto mimořádný a pozoruhodný divadelní kus, který si nezadá s jakoukoli moderní mýdlovou operou.“
Rukopis partitury opery Dům na venkově uchovává Rakouská národní knihovna ve Vídni.

## Osoby a první obsazení
- Alberto, majetný šlechtic
- Laura, Albertova sestra, vdova
- Lelio, Albertův a Lauřin přítel
- Rosalba, majetná dáma
- Brandone, Rosalbin manžel, kapitán na odpočinku
- Cosimo, Albertův přítel
- Fiorilla, Cosimona žena
- Ernesta, mladá Švýcarka
- Lovci, vesničané, masky, služebnictvo, Albertovi přátelé[8]

## Děj opery

### 1. dějství

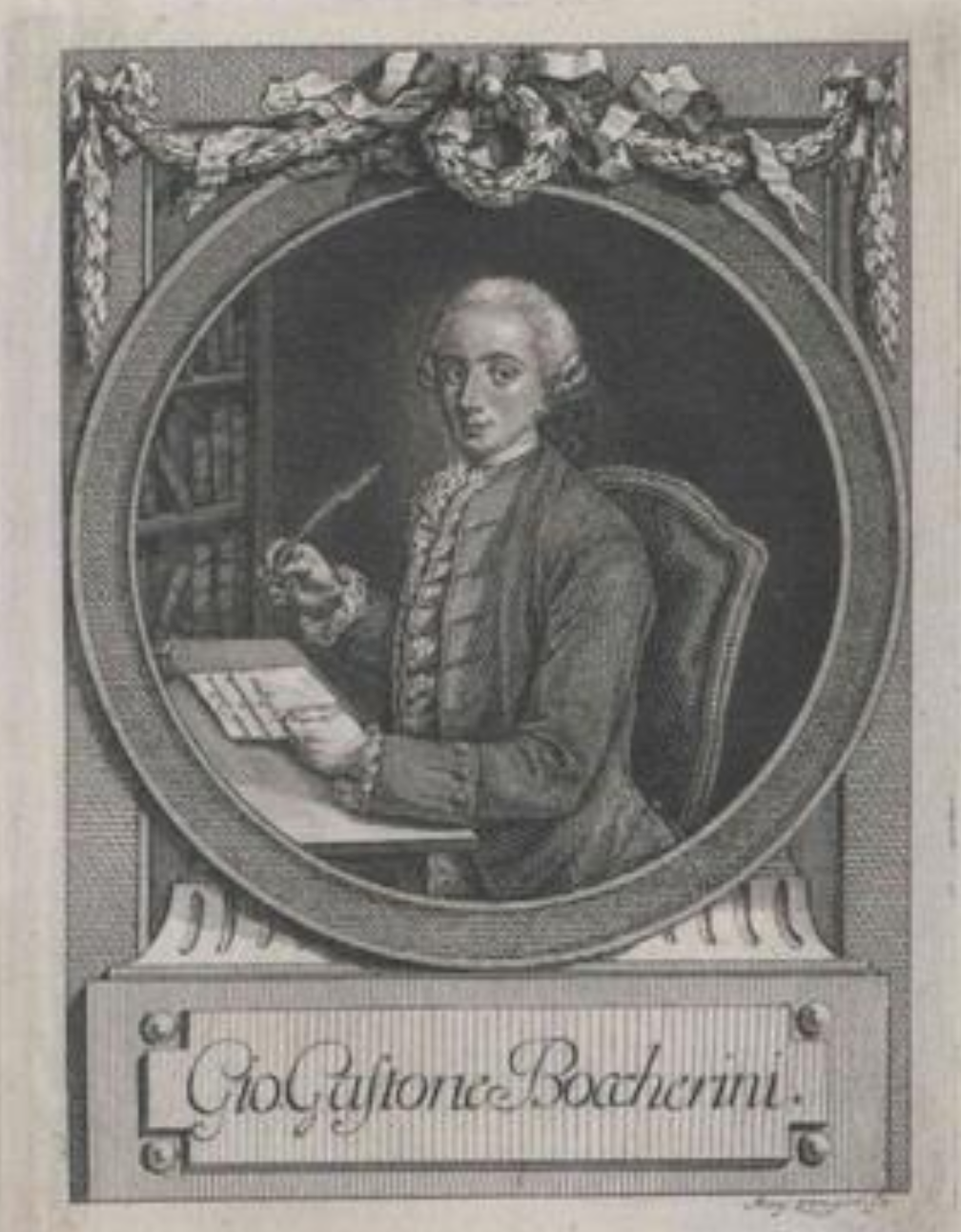
Libretista Giovanni Gastone Boccherini

(1. obraz – Venkovská krajina se stromy a letním sídlem) Zámožný Alberto si na své letní sídlo pozval hosty, aby zvýšil své společenské renomé ve městě. Prvním a hlavním bodem programu má být hon – je totiž náruživý lovec. Je časně ráno a před domem snídají Alberto, jeho ovdovělá sestra Laura, mladý budižkničemu Lelio, který se Lauře dvoří, a jízlivá paní Rosalba. Její manžel, vysloužilý kapitán Brandone, přichází rozmrzelý, protože by rád ještě spal (introdukce-ansámbl Quanto è bono questo latte). Brandone varuje, že počasí hrozí změnou, ale Alberto nedbá. Odjezd na hon zdrží až jiná okolnost: příjezd dalších hostů, starého a nahluchlého Cosima a jeho mladé, pohledné a prostoduché ženy Fiorilly. Těm se po cestě převrhl kočár. Alberto musí jít postarat o ubytování nových příchozích, zatímco Laura musí zabavit otřeseného Cosima a žvanivou Fiorillu (tercet Quest'è il vostro casino?).
(2. obraz – Kabinet v Albertově domě) Alberto dává příkazy služebnictvu. Hosty v domě vidí spíše jako nevyhnutelnou přítěž, zato na loveckou výpravu se nadšeně těší (árie Bella cosa, ch'è la caccia). Rozmrzelá Laura mu přijde vyřídit, že hosté čekají v salonu. Alberto hned poznává příčinu sestřiny špatné nálady: užívá si Leliova dvoření a vidí v mladé a krásné Fiorille nevitanou konkurenci. Alberto jí vyčítá její pošetilé chování, ale Laura si z toho nic nedělá: nestydí se za to, že má ráda společnost a lichotky pohledného mladíka, a její bratr má vlastní, neméně bláznivé sklony (recitativ a árie Censurar voi volete … Trova a dir s'io stò allo specchio).
(3. obraz – Sál s židlemi a s papouškem a kanárky v klecích) Lauřiny obavy nebyly liché, Lelio se nejrůznějšími způsoby vlichocuje Fiorille, aniž by bral ohled na přítomnost jejího manžela, který ostatně kvůli nedoslýchavosti – a jisté bohorovnosti – jejich rozhovor stěží sleduje. Fiorilla však Leliovy snahy odmítá (árie Signor sì, due dardi sono). Lelio se jí přesto vnucuje tak dotěrně, že před ním Fiorilla a Cosimo málem utečou (tercet Dir vorrei, che stete un sole).
Vyruší je Laura a čertí se. Fiorilla se ji snaží rozptýlit hovorem o ptácích („kanáří menuet“). Alberto je přichází vyzvednout a Cosimo a Fiorilla ho rychle následují, zatímco Lelia Laura zadrží a vytýká mu jeho přelétavost. Lelio ji hned přehnaně ujišťuje o své lásce a oddanosti, až Lauru uchlácholí (doprovázený recitativ Laury a Lelia Signor sì, così voglio a Leliova árie Torni per me sereno).
Brandone a Rosalba přibíhají a vyptávají se Laury na její nové hosty. Rosalba ihned pomlouvá Fiorillu a Lelio ji – k Lauřině malé radosti – hned obhajuje, stejně jako Brandone. Ale Rosalba se netají tím, že Fiorilla je pro ni nesnesitelně hloupá husa (árie Io non sò come si possa). Jen však Cosimo s Fiorillou vstoupí, hned se k ní Rosalba lísá, až uvede Fiorillu do rozpaků. Zato její manžel Cosimo je sice nahluchlý, ale ne hloupý, a dává Rosalbě najevo, že její neupřímnost prokoukl (árie Son tallora un pò brutale). Hrozí všeobecná hádka a Alberto se ji snaží zažehnat tím, že volá všechny účastníky lovecké výpravy, aby se shromáždili na nádvoří. Laura, stále nahněvaná na Lelia, se náhle rozhodne jít na lov taky a vzít Fiorillu i Rosalbu s sebou.
(4. obraz – Nádvoří Albertova domu s výhledem na zalesněný pahorek) Alberto netrpělivě čeká, až se vyrazí na lov (arioso Esser già vorrei sull'erto), a laje na Cosimovo a Leliovo zdržení. Ani Brandonovi se na lov příliš nechce, ale když se dozví, že ženy chtějí jet s nimi, vyděsí se a zrazuje je od tohoto záměru, protože lov není ženská záležitost (árie Solo alle donne è lecito). Ale ženy trvají na svém a Alberto to rezignovaně připouští. Přitom se jim všem snaží vysvětlit svou strategii, ale nikdo ho neposlouchá a každý má své představy a cíle. Celá společnost vyráží do lesa v naprostém zmatku (finále Io conosco ogni sentiero … Che bella comitiva a balet lovců).

### 2. dějství

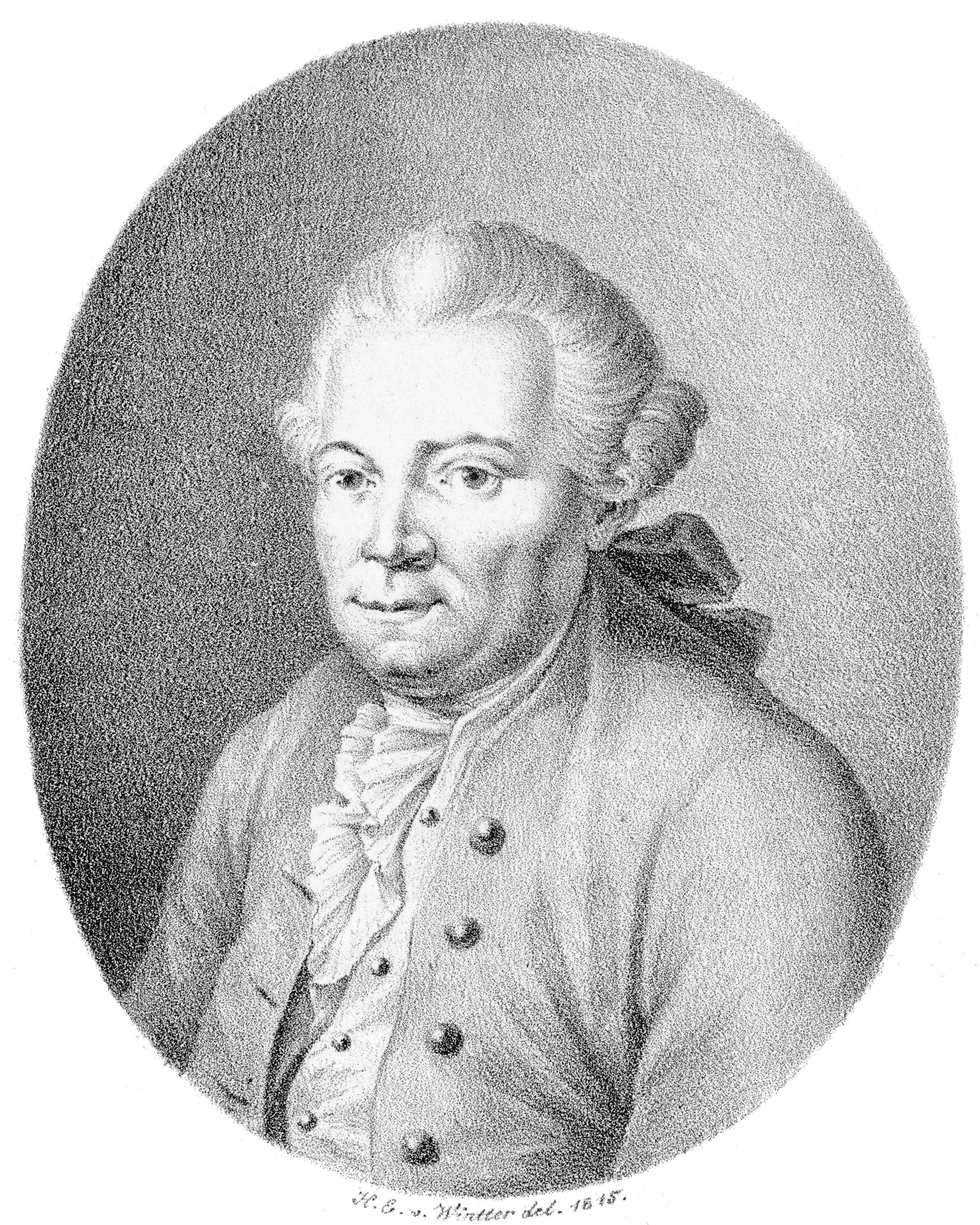
Florian Leopold Gassmann, rytina Heinricha Eduarda Wintera podle kresby Antonína Hickla, 1815

(1. obraz – Tamtéž o něco později, bouřka) Celá společnost, překvapená bouřkou, spěchá zpět do domu (ansámbl Oh che fiero temporale).
(2. obraz – Kabinet v Albertově domě se sedadly) Společnost se shromáždila v domě a suší se. Alberto komentuje bouřku a to, jak ho vystrašila. Laura si dělá žerty z nedostatku jeho odvahy, což Alberta rozzlobí a vyčítá bázlivost své sestře (árie Vi spaventa un sorcio, un' ragno). Lelio se jí zastává, ale sklidí Albertův výsměch. Na Albertův návrh Cosimo raději zpěčující se Fiorellu odvádí, aby si odpočinula v pokoji (arioso Cosima a Fiorilly Miei signori, con licenza). Lauře už jde Fiorella na nervy a i Alberto si od ní rád oddechne. Brzy bude oběd a pak nečekané obveselení: společnost se může zúčastnit svatby syna nejbohatšího sedláka z okolí Fabrizia s mladou Švýcarkou Ernestou.
Poté, co Alberto odejde vše zařídit, Laura opět konfrontuje Lelia, ale ten ji i tentokrát úspěšně balamutí (duet Il cor gl' affetti suoi). V kompromitující pozici je nalezne Rosalba a obě ženy se dávají do hádky, kterou Lelio zahání vyptáváním se na Brandona. Ten prý chytil v dešti rýmu, jak Rosalba popisuje (árie È la tosse un certo male). Všichni usmíření odcházejí k obědu.
(3. obraz – Sál s prostřeným stolem) Alberto dává pokyny služebnictvu, hosté se scházejí včetně Brandona, který trpí záchvaty kašle (árie Questa volta m'è toccata). Laura rozsazuje hosty kolem stolu a servíruje se polévka. Je horká, Fiorella si popálí ústa, s čímž dělá velký povyk, byť s ní nikdo nesoucítí a rychle to přejde (árie Non son stolta, non son sciocca). Po jídle zapěje Brandone písničku o chvále pohody (píseň Del cor la pace) a následně dá Laura k lepšímu árii s doprovodem hoboje (Il flebile ussignuolo). Pak se všichni zvednou a Alberto je odvádí na selskou svatbu.
(4. obraz – Náves se stromy) Koná se svatba, venkované tančí, zámecká společnost sleduje ze židlí, jen Cosimovi to nedá a zakřepčí si také (árie Allegria – qui en compagnia). Všichni zpívají na počest novomanželů (sbor Vivan gli sposi). Nevěsta Ernesta neumí italsky, ale zapěje hostům své díky německy (píseň Dank sey Euch geliebten Gäste). Potom všichni jeden po druhém – Cosimo, Rosalba, Alberto, Brandone, Laura s Leliem – vyslovují přání mladému páru (rondo Equi Cosimo, e ad Ernesta). Jen Fiorellu nejprve nic nenapadá, ale pak ke všeobecnému překvapení přednese blahopřání ve francouzštině (On le sçait, le mariage). Všichni zpívají a tančí (sbor Fausto sia lo sposalizio).

### 3. dějství

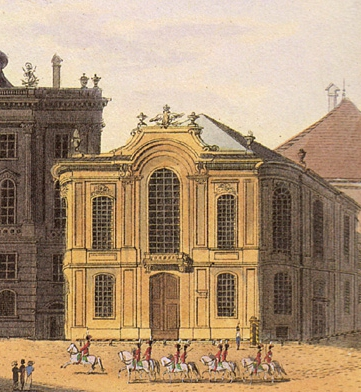
Starý Burgtheater ve Vídni, kde měl Dům na venkově premiéru

(1. obraz – Pokoj s mnoha hracími stolky) Společnost hraje karty (ansámbl Tutti i fanti); pak už chtějí ženy přestat a oddechnout si, protože večer má být zakončen maškarním plesem. Brandone vypráví historku, jak kdysi vyhrál karty nad Němcem, Francouzem a Angličanem: každý reagoval podle své národní nátury (árie Un grisone, un Inglese, et un Guascone). Alberto míní, že takové rozdíly jsou jen mezi muži, ženy jsou prý všechny stejné. Ale Rosalba mu protiřečí: každá žena je jiná, jediné, co mají společné, je touha vládnout mužům (árie Una è tenera, una è fiera). Po odchodu ji ostatní pomlouvají, což ukončí až Albertova připomínka, že brzy začne ples (árie Non tardate, la v'aspetto). Lelio, Laura, Fiorella a Cosimo hovoří o tom, jaké masky budou mít, ale nikdo z nich se na večer příliš netěší (kvartet Domino presto si veste). Lelio o samotě prozrazuje, že chce využít příležitosti k tomu, aby se mohl chvíli věnovat Fiorelle, a naříká si na to, jak těžké je ustavičně předstírat city (árie È gran noia, è gran tormento).
(2. obraz – Taneční sál s iluminacemi) Sešla se velká společnost a začíná rej masek. Lelio se přichomýtá k Fiorelle, ale Laura ho odhalí a dostane záchvat. Laje nejen Leliovi, ale uráží i všechny ostatní – údajnou svůdnici Fiorellu, jejího starého chotě, uštěpačnou Rosalbu i jejího lomozného manžela. Alberto se ji snaží utišit, i Lelio se naposledy a marně pokouší vyvracet její podezření, ale skandál jen roste. Pohoršení účastníci hádky oplácejí Lauře a Albertovi, který jí přispěchal na pomoc, nejrůznější urážky a odcházejí s úmyslem hned ráno odjet (finále Signora maschera … Troppo grande fù offesa). Ostatní hosté však zůstávají a zvou obecenstvo k tanci (balet).

## Diskografie
- 2006/2007 (CD 2009 Naxos 8.570421) Předehra, English Chamber Orchestra řídí Sylvia Alimena.